# チョコレート (映画)
『チョコレート』（Monster's Ball）は、マーク・フォースター監督、ハル・ベリー主演の2001年のアメリカ映画。黒人女性と白人男性の交流と人種への偏見問題も孕んだ恋愛をシビアに描いたドラマである。上映時間は113分。
原題の「Monster's Ball」（怪物の舞踏会）は、死刑の執行前に看守達が行う宴会を指す。
邦題の「チョコレート」は、年配の白人男性と付き合う若い黒人女性の隠語を意味する。

## ストーリー
死刑囚の夫ローレンスの死刑執行の日、レティシアは息子のタイレルと刑務所を訪れ、夫に別れを告げた。
看守のハンクは父親のバックと息子のソニーと3人で暮らしていた。バックは既に退職していたが、ソニーは新人で、親子3代に渡って看守を務めているのだ。バックは黒人差別主義者で、ハンクもその影響を色濃く受けていた。ソニーはそんな父親のことを苦々しく思っていた。
レティシアが別れを告げた日の夜、ハンクはローレンスの死刑を執行した。だが、共に働いている息子のソニーは重圧から嘔吐してしまい、満足に職務を果たすことが出来なかった。そんなソニーを弱い人間だと罵り殴るハンク。さらに翌朝自宅で寝ていたソニーを叩き起こし、家を出て行くように迫った。拳銃を取り出して防衛するソニー。「父さんは僕が憎くて仕方ないんだろう。僕は父さんをずっと愛していたのに。」そう言うと銃口を自分に向けて自殺してしまう。ハンクはショックを受け、看守を辞する。
夫の死後、レティシアは母子2人の生活を維持するため懸命に働き頑張っていた。ところがある夜、一緒に夜道を歩いていたタイレルが車にひき逃げされてしまう。そこに車に乗ったハンクが偶然通りかかった。病院までの搬送を懇願するレティシア。ハンクは2人を乗せて病院へ直行したが、結局タイレルは助からなかった。落胆するレティシアをハンクは家まで送った。それからハンクとレティシアは、たびたび会った。大切な人を失って心に傷を負った者同士、互いを必要とし支え合うようになっていった。あるときレティシアは、夫が死刑囚であったことをハンクに話す。だがハンクは、処刑したのが自分であるとは言い出せなかった。
ある日レティシアはハンクにプレゼントの帽子を渡すため家に立ち寄ったが、ハンクは留守で父親のバックが応対した。バックはレティシアを差別用語でなじり、ハンクはただ黒人の女と性的関係を持ちたかっただけであろうとほのめかした。憤慨したレティシアは「あなたも同類でしょう」と言いハンクを拒絶するようになった。ハンクはこのことをきっかけにバックを老人ホームへ入所させた。彼もかつては父親と同じ黒人差別主義者だったのだが、自分の人生を生き直すために父親との関係を断ち切ることにしたのだ。
レティシアは家賃の滞納のため住んでいた家を強制的に立ち退かされる。ハンクは自分の家に一緒に住まないかと誘った。ようやく2人だけの新しい生活が始まったのであった。だがその夜、ハンクがアイスクリームを買いにいった留守中に、レティシアは夫ローレンスが獄中で描いた看守ハンクの似顔絵を見つけてしまう。全てを悟り慟哭が止まらぬレティシア。ハンクが戻るとレティシアは虚ろな表情で迎えた。2人は外の階段に座り、チョコレートアイスを食べた。「僕らはきっとうまくいくだろう。」ハンクは言った。レティシアの目には涙が光っていたが、口元はうっすらと微笑んでいた。頭上には満天の星が輝いていた。

## 登場人物
レティシア・マスグローヴ
演 - ハル・ベリー、日本語吹替 - 安藤麻吹
死刑囚の夫がジョージア州立刑務所に収監されていたので、息子と2人で生活してきた。子供の愛し方が判らず、過食症の子供にしばしば暴力を振るう。黒人。
タイレル・マスグローヴ
演 - コロンジ・カルフーン、日本語吹替 - 亀井芳子
レティシアの一人息子。父親のいない寂しさから過食症になり、菓子、特にチョコレートを食べる事が止められず、肥満体である。そのせいでレティシアからしばしば虐待を受けている不遇な日常を送っている。
ハンク・グロトウスキ
演 - ビリー・ボブ・ソーントン、日本語吹替 - 磯部勉
ジョージア州立刑務所の看守。仕事に大変な誇りを持っている。白人であり、父親の影響から黒人差別者。父と息子と、3人で生活。チョコレート味のアイスが大好き。
ソニー・グロトウスキ
演 - ヒース・レジャー、日本語吹替 - 平田広明
ハンクの一人息子。ジョージア州立刑務所の看守。祖父・父から黒人差別主義は受け継がず、近所に住む黒人家族と深い親交があり、幼い黒人の子供達ともよく遊んでいた。その後自殺する。
バック・グロトウスキ
演 - ピーター・ボイル、日本語吹替 - 大塚周夫
ハンクの父、ソニーの祖父。息子・孫と同じく元刑務所看守で、庭先を黒人の子供が横切っただけでも怒鳴りつける黒人差別主義者。彼の思想は息子のハンクへと受け継がれた。
ローレンス・マスグローヴ
演 - ショーン・コムズ
レティシアの夫。死刑囚。
ライラス・クーパー
演 - モス・デフ
グロトウスキ家の近所に住む黒人の自動車整備士。ソニーが仲良くしていた子供たちの父親。

## スタッフ
- 監督：マーク・フォースター
- 制作総指揮：マーク・ウルマン、マイケル・パセオネク
- 脚本：ミロ・アディカ、ウィル・ロコス
- 撮影：ロバート・シェイファー

## 受賞
- 第74回アカデミー賞 主演女優賞（非白人として初めての受賞であった）
- 第52回ベルリン国際映画祭 銀熊賞（女優賞）。
- ゴールデン・サテライト賞 最優秀脚本賞。
- 全米映画俳優組合賞 最優秀主演女優賞。
- フロリダ映画批評家協会賞 最優秀主演男優賞。